# Ahmés Sapair
Ahmés Sapair, Ahmose Sapair o Ahmose Sipair fue un príncipe egipcio de la Dinastía XVIII, hijo del faraón Amosis I y probablemente, de su Gran Esposa Real, Ahmés-Nefertary. Su nombre quiere decir Ahmés, el hijo del que ha actuado, refiriéndose seguramente al gran éxito de su padre, que expulsó a los hicsos de Egipto.

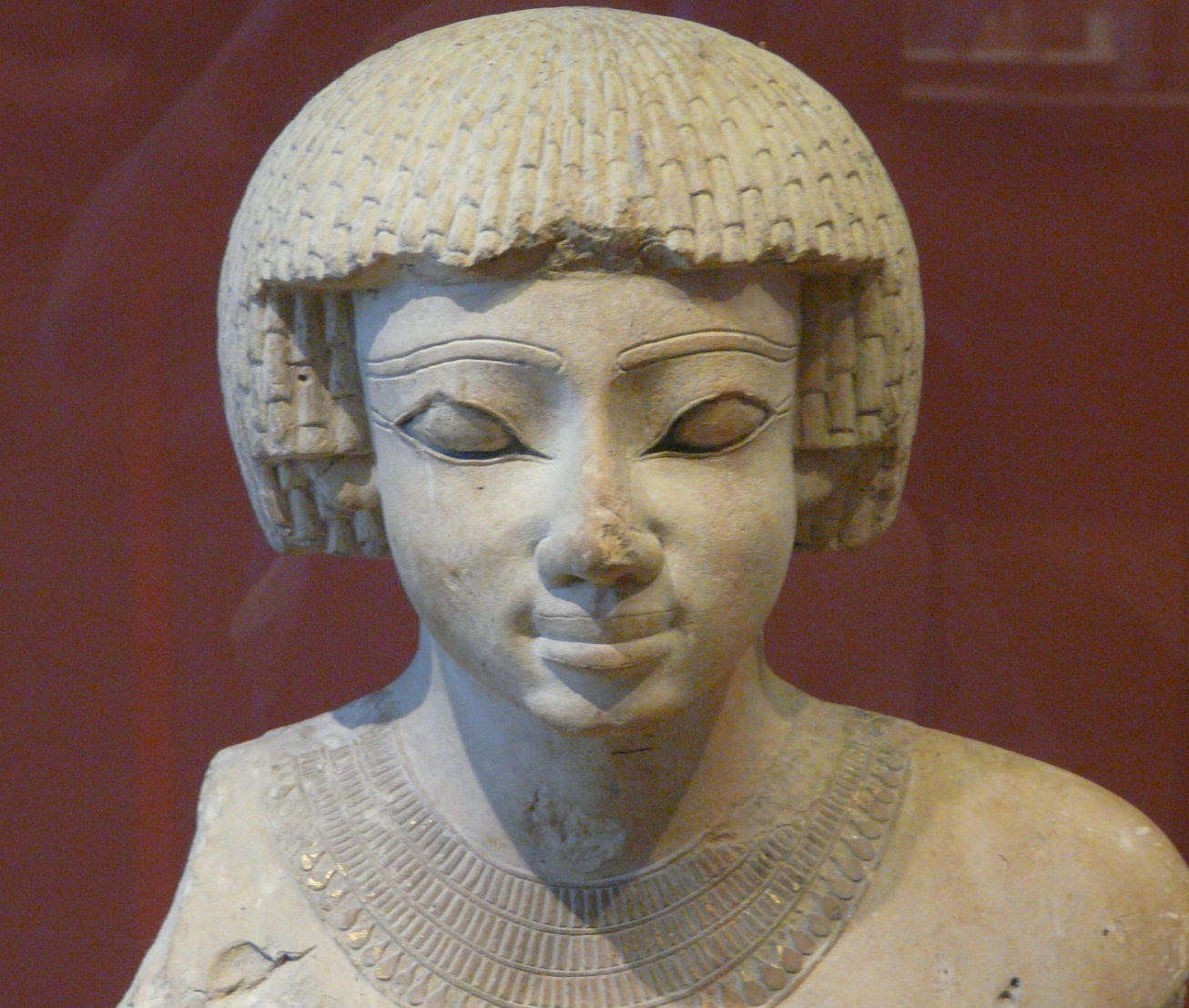
Ahmés Sapair, hijo de Amosis I y probable progenitor de Tutmosis I.

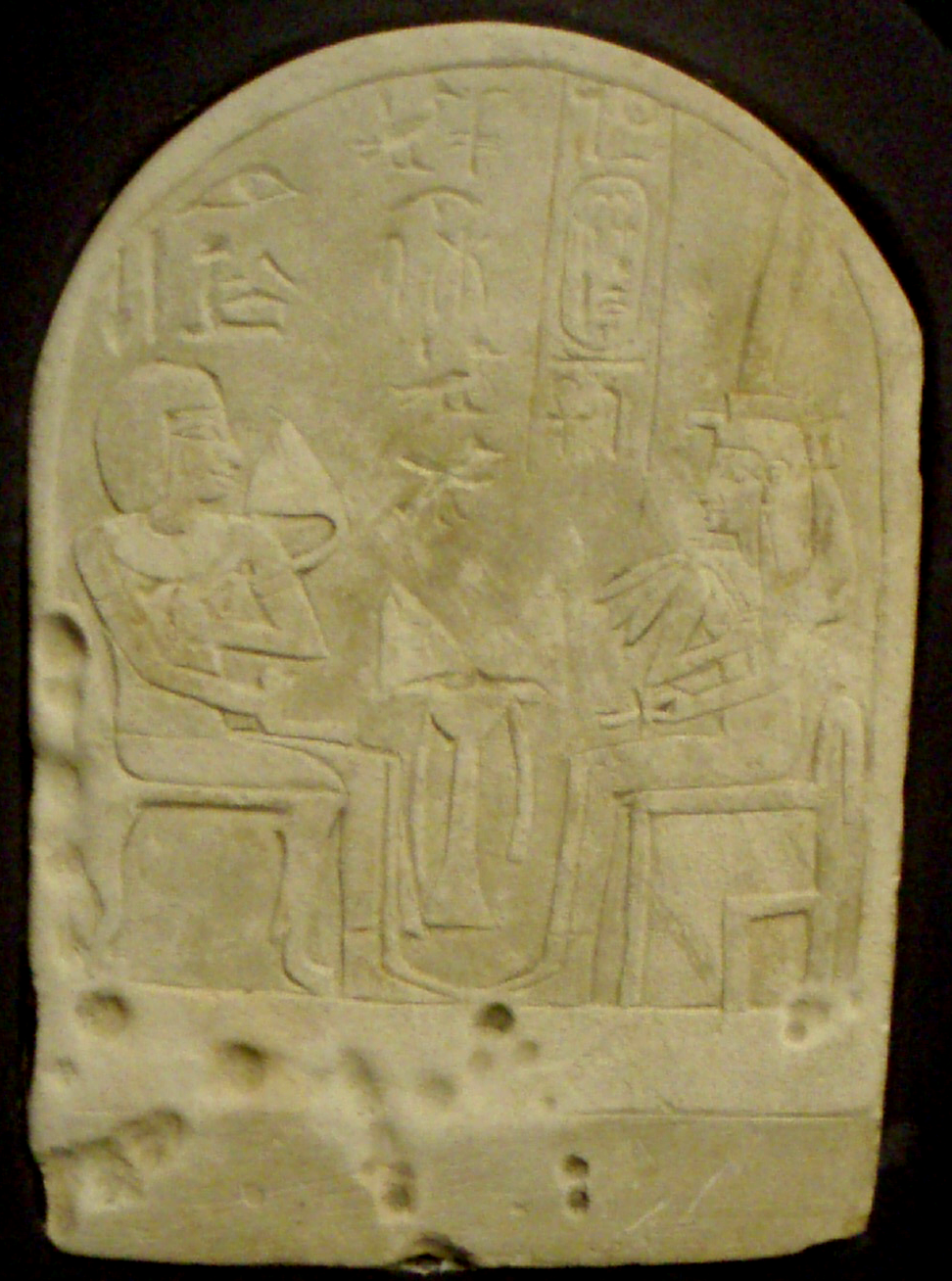
Sapair y Ahmose-Nefertari.

| iaH | ms | s | G39 | Z1 | pA | D4 |

| iaH | ms | s | G39 | Z1 | pA | D4 |

## Datos biográficos
No tenemos demasiados datos sobre este personaje, a pesar de que probablemente su papel dinástico fuese muy importante. Aunque se ha encontrado una momia infantil que habitualmente ha sido identificada con la de este príncipe, algunos expertos sostienen la teoría de que llegó a edad adulta y ejerció como príncipe heredero de Amosis I.
Tuvo como hermanos a los príncipes Siamón (Sa-Amón), que fue el primogénito y primer heredero, y a Amenhotep, el menor, que a la postre llegaría a reinar como Amenhotep I.
Cabe identificarle con el príncipe representado en la Estela de la Donación, a quien su padre lleva cogido de la mano, justo delante de la reina Ahmés-Nefertary.
Una inscripción, bastante confusa, podría hacerle un personaje clave en la posterior historia de la dinastía. Se halla en la cara norte del VIII pilono del templo de Karnak, y su parte final reza de la siguiente manera:

El Horus de oro: El que es bello en años, haciendo vivir a los corazones. El hijo real de un hijo real, el predestinado por Amón... cuando toma posesión de su cetro (real) como rey que tiene autoridad sobre los Rejyt a la cabeza de... con los dioses.
El rey del Alto y del Bajo Egipto, Aa-Jeper-Ka-Ra (Tutmosis I)
Lepsius Denkmäler, Urk, IV, 266, (3-15)

Si la interpretación de la inscripción es correcta, Tutmosis I podría ser hijo de este príncipe real, lo que aclararía en buena parte el origen de este faraón, que a día de hoy todavía está en discusión.

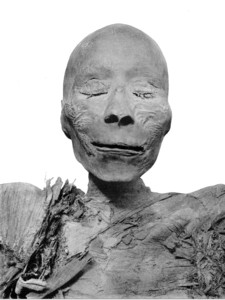
Momia JE 26217, probablemente la del príncipe Ahmés Sapair, aunque adjudicada tradicionalmente a Tutmosis I.

## La misteriosa momia JE 26217
Para acabar de dilucidar la verdadera historia de Ahmés Sapair, hay que citar a la misteriosa momia JE 26217, ahora llamada del hombre anónimo, descubierta por Emil Brugsch Bey en 1881, junto con otras muchas en un escondrijo en Deir el-Bahari. En un primer momento fue identificada como la del rey-sacerdote Pinedyem I, de la Dinastía XXI, pues se hallaba en el interior de un sarcófago reinscrito con el nombre de este personaje. Sin embargo, el gran Gaston Maspero, observó que dicho sarcófago había pertenecido en origen a Tutmosis I. El gran parecido físico que guardaba con las momias de los reyes Tutmosis II y Tutmosis III parecían confirmar dicha identificación.
Investigaciones más recientes han revelado que la momia corresponde a un varón fallecido a la edad de 25-35 años a causa de una herida de flecha en el tórax. Estos nuevos datos descartan la posibilidad de que el cadáver corresponda a Tutmosis I, muerto a edad avanzada y de manera no violenta.
Consideradas las características de la momificación, que corresponderían con las de una momia de estirpe real de la Dinastía XVIII, y el hecho de que los brazos no estén cruzados sobre el pecho (como las de los reyes), hacen muy factible la teoría avanzada por los especialistas Salima Ikram y Aidan Dobson, que harían de Ahmés Si-Pa-Ir el principal candidato para ser identificado con esta momia. Así, este príncipe se convertiría en el eslabón perdido de la cadena sucesoria, que enlazaría a los faraones Amosis I y Tutmosis I con un vínculo de sangre.
El hecho de que Tutmosis I silenciara su origen podría deberse al hecho de que su madre sería la dama Seni-Seneb, una de las muchas habitantes del harén, sin sangre real. Su hijo la rehabilitaría una vez ascendido al trono. Sin embargo, el monarca ni siquiera menciona en monumento alguno el nombre de su padre, tal vez porque no fuera necesario justificar su ascendencia paterna, seguramente conocida por todos.

## Culto funerario de Sapair y pervivencia de su memoria
Por último, mencionar que Ahmés Sapair gozó de un culto póstumo que pervivió hasta comienzos de la Dinastía XXI. Este último hecho indicaría que nuestro personaje no sería un príncipe niño muerto a los pocos años de vida, sino alguien que mereció ser recordado durante varias generaciones, bien por sus hechos como príncipe heredero o como antepasado de varios de los más grandes faraones de la historia de Egipto.